# Comté de Donley
Le comté de Donley, en anglais : Donley County, est un comté situé dans le Panhandle, au nord de l'État du Texas aux États-Unis. Le siège de comté est la ville de Clarendon. Selon le recensement de 2020, sa population est de 3 258 habitants. 
Le comté a une superficie de 2 417 km2, dont 2 408 km2 en surfaces terrestres.

## Comtés adjacents
| Comté de Carson   | Comté de Gray   | Comté de Wheeler       |
| Comté d'Armstrong | comté de Donley | Comté de Collingsworth |
| Comté de Briscoe  | Comté de Hall   |                        |